# Ángel Baltazar Barajas
Ángel Baltazar Barajas (Morelia, Michoacán, 21 de septiembre de 1926–ibid., 16 de enero de 2016) fue un jurista, académico y político mexicano que fue miembro del Partido Popular Socialista (PPS). Fue diputado federal de 1967 a 1970.

## Biografía
Fue licenciado en Derecho egresado de la Universidad Michoacana de San Nicolás de Hidalgo (UMSNH). Fue catedrático de dicha institución hasta su retiro en 2005, ocupando varios cargos directivos. En 1961 fue propuesto al cargo de rector de la UMSNH en una terna donde además figuraron Eli de Gortari y Luis Mora Serrato, siendo nombrado rector De Gortari; tras el conflicto estudiantil de dicha universidad, en 1966 fue nombrado secretario de la junta de Gobierno de la UMSNH. De 1959 a 1967 se desempeñó también como agente del ministerio público.
Era miembro fundador del PPS, partido que en 1967 lo postuló candidato a diputado federal por el Distrito 3 de Michoacán, logrando únicamente 1 553 votos, frente a los 41 953 del candidato del PRI Encarnación Tellitud Reyes. Sin embargo, resultó elegido diputado de partido para la XLVII Legislatura de 1967 a 1970.